# 四川衛視侮辱黃家駒事件
「四川衛視侮辱黃家駒事件」，又稱「皇家狗事件」或「黃家狗事件」，中國大陆亦稱之為「家駒門」。2009年9月25日，四川衛視播出的節目《天下笑友會》中一個環節 —— 「誰是下一個小沈陽」中，兩位嘉賓主持人“大兵”及“棒棒糖”（唐立新），一唱一和地将已故歌手黃家駒的名字与「家狗」、「家豬」（「豬」的四川话读音跟「駒」相似）联系在一起。这一事件惹火了中國大陸及香港的Beyond迷。

## 經過
在節目中，嘉賓唐立新稱要演唱「皇家狗」的《真的愛妳》，這時主持人大兵再問一次：「那個叫什麼？」唐立新再說：「皇家狗」。當大兵再次「糾正」嘉賓的語音錯誤時，唐立新依然堅持自己的錯誤讀法，多次大聲說出「狗」字；兩人「爭拗」期間，畫面從上而下出現黃家駒的照片，並打上「黃家駒：別吵了！」的標題。唐立新之後變本加厲說：「那豬（駒）和狗不都是畜牲？」到最後，主持人「屈服」，說：「好，狗狗狗。」然後，唐立新又問主持，家駒可不可以雙手在後面彈吉他，主持大兵嘲諷地說：「我估計他後面那兩隻手已經退化了。」
唐立新將手放頭後面邊跳邊用吉他彈《真的愛妳》後，主持人又再搞「爛gag」，向「棒棒糖」說：「當年黃家駒在日本演出，就這麼蹦，蹦死的。」
不過，節目中的字幕在提到「Beyond」時，全部都寫成「Beyong」，似乎是有意避嫌。

## 網民反應
節目播出後，有人將片段放上網，大陆及香港網友憤怒的情緒隨即爆發。

### 中国大陆
網友紛紛在各大論壇留言抨擊，認為四川衛視的娛樂節目拿已故者開玩笑已經觸及人性道德的底線、「沒有良心」，並要求道歉。有大陆網友質疑，節目組不應安排嘉賓和主持公然在節目中侮辱黃家駒，甚至人身攻擊，還拿他的死因做節目的「娛樂」渲染，欠缺道德。
在Beyond的貼吧中可看到，要求四川衛視道歉的帖子數量激增，國內網民要求「在節目中公開向黃家駒以及全國歌迷道歉，道歉時間不低於20分鐘，態度要誠懇，並在節目下方迴圈播放滾動字條道歉。」
另外在多家網站、貼吧裏，網友開始對當時的嘉賓「棒棒糖」展開大規模的「人肉搜索」，成功獲得其個人資料，得知棒棒糖真名是唐立新，並強烈要求此人公開道歉。
節目主持人大兵的網誌亦有多名網友登入，抨擊他的節目並要求道歉。
另外有駭客入侵與四川衛視有合作關係的川內網，導致網站長達10小時癱瘓，首頁變成黑色，中間出現家駒的照片，上面寫著「強烈要求給家駒道歉」的簡體字。

### 香港
香港網民知道此事以後，討論區開始出現非議的帖子，Facebook更出現「要求主持人『大兵』及嘉賓唐立新(『棒棒糖』)道歉」的群組。有網民認為「皇家狗」暗喻曾受英國統治的港人，主持侮辱死人時更諷刺所有香港人，「反映出大陸人是以何種心態看待港人」。
另外亦有網民後悔在2008年四川大地震時，當初好心捐錢給四川災民，電視台還用黃家駒的歌作為四川籌款節目主題曲，現在黃家駒卻這樣受人侮辱。他們表示四川若再有災害的話，絕對不會再捐錢，有極端的網民甚至聲言希望四川會發生更大的地震。
由於事件受到香港廣大的網民注視，因此自9月30日後，紛紛在本地各大報章上報。
10月1日，古巨基接受訪問時為「黃家狗事件」扯火，說：「人已不在世，還要拿來玩，真的很差，叫網民群起罵他，即時出來道歉！」

## 事情發展
涉事嘉賓棒棒糖及四川衛視都已發表了道歉聲明，但主持人大兵仍堅持「不需要道歉」。
以下时间线轉載自「家駒門網絡事件過程總匯」網站：
- 2009.9.25 四川衛視《天下笑友會》之「誰是下一個小瀋陽」，嘉賓棒棒糖對家駒語言惡搞；
- 2009.9.27 川內網《天下笑友會》現場觀眾報名電話被複製到網路各個地方；
- 2009.9.28 川內網工作人員：老川、周林電話被打爆；
- 2009.9.29 0:23 與天下笑友會合作的網站川內網被黑；
- 2009.9.29 10:00 欄目組決定暫時取消SCTV網站當期節目視頻；
- 2009.9.29 11:00 川內網恢復並聲明：「川內閘道於《天下笑友會》『家駒門事件』的嚴正聲明」；
- 2009.9.29 12:00 川內網成立「家駒門」討論圈，並將家駒迷意見上報欄目組；
- 2009.9.29 14:00 老川對《天下笑友會》「家駒門事件」的說明；
- 2009.9.29 《天下笑友會》節目組：四川電視臺《天下笑友會》節目組關於9月25日節目的幾點說明；
- 2009.9.30 棒棒糖向黃家駒老師和廣大網友致歉；
- 2009.9.30 黃家強新浪博客討論區發佈：「要求道歉」，唆使打爆老川電話，後經查非黃家強先生博客；
- 2009.9.30 14:33 川內網訪問人數突增，造成伺服器癱瘓，持續近1小時；
- 2009.9.30 21:40 網友發帖：「我是四川人，我對家駒迷們的話，祝你們國慶快樂！」；
- 2009.9.30 22:00 棒棒糖經紀人對黃家駒及網友的道歉書；
- 2009.10.1 Beyond歌迷視頻聲討：四川衛視、大兵、棒棒糖、川內網；
- 2009.10.1 古巨基就9.25家駒門事件發表的評論；
- 2009.10.1 關於家駒門，主持人大兵仍堅持「不需要道歉」 ；
- 2009.10.2 02:47 棒棒糖再次發佈道歉；
- 2009.10.2 12:20 「棒棒糖經紀人」李濤私人給廣大Beyond歌迷書（棒棒糖在第二篇道歉文講自己沒有經紀人，亦不認識叫李濤的人）；
- 2009.10.2 21：30 老川致廣大家駒迷們：「請你們理解我」；
- 2009.10.3 視頻：國內網友親到香港「黃家駒墓地」憤怒聲討四川衛視、棒棒糖、大兵；
- 2009.10.6 關於川內網再次遭受有預謀惡意攻擊的公告。